# 스티븐 슈보스키
스티븐 슈보스키(영어: Stephen Chbosky)는 미국의 소설가, 각본가이다. 본인의 소설 《월플라워》를 각색해 동명의 영화로 만들었다.

## 제작 작품
- 제리코(2006-08)
- 월플라워(2012)
- 얼리전트: 파트 1(2016)
- 미녀와 야수(2017)
- 원더(2017)